# Дарт Треја
Дарт Треја (Darth Traya), позната и као Креја, је измишљени лик и господарица Сита која се први пут појављује у видео-игри  (Звездани ратови: Витезови Старе Републике II: Господари Сита).
О Дарт Треји се не зна много. Пре него што је преузела титулу господарице Сита и ново име, Дарт Треја се (највероватније) звала Креја, и била је витез реда Џедаја. У последњој етапи Мандалоријанских ратова, пратила је свог ученика Ревана у одлучујућем походу против Мандалоријанаца. У бици код Малакора 5, Република је однела победу над Мандалоријанцима и тиме се завршило још једно ратно поглавље у њеној историји. Реван се вратио промењен из овог рата. Наиме, Република је испратила ратног хероја да би јој се вратио највећи непријатељ - Реван приклоњен Мрачној страни Силе. У овој Ревановој промени не мали удео је имала Дарт Треја, још ранијих година протерана из реда Џедаја. Саветујући свог ученика да узме од Силе колико год може и како год може, тј. да је обликује према својој вољи, Дарт Треја је створила господара Сита моћнијег од многих пре њега.
Међутим, Дарт Треја није била попут осталих људи који осећају постојање Силе. Треја ју је користила, али ју је у исто време и мрзела, и желела је да је уништи. Да би успела у томе, Дарт Треја је успешно манипулисала другима који су онда испуњавали њене циљеве, уверени да је то њихова воља. Дарт Треја је направила пакт са два најмоћнија господара Сита њеног времена − Дарт Нихилусом и Дарт Сионом. Као што је Реван био њен ученик у времену кад је била Џедај, тако је и Сион то био након што је постала господарица Сита. Сионово тело је било све у смртоносним ранама, али је он користио Силу да би се одржао у животу. Нихилус је био потпуно другачији од Дарт Треје. Он је био господар Сита који би давно преминуо - да се није хранио самом Силом, као и Сион. Временом му је било потребно све више и више Силе да би се издржавао, те је морао да „прождире“ читаве светове. Трејини савезници су се у једном тренутку окренули против ње, схвативши која је њена стварна жеља. Без Силе, они би престали да постоје, те су Дарт Треју прогнали са Малакора 5, где се налазило њихово упориште.
За свој циљ, тј. уништење Силе, Треја је, пет година после радње игре  (Звездани ратови: Витезови Старе Републике), изабрала Џедај Изгнаника који је пратио њеног бившег ученика Ревана у Мандалоријанским ратовима. Овим почиње наставак горепоменуте игре. После многих перипетија, тај Џедај (у игри му сам играч даје име) на крају убија Дарт Треју/Креју на Малакору 5. Крејина прича се завршава тамо где је и почела, много година раније.